# Istituto Alfred Wegener per la ricerca marina e polare

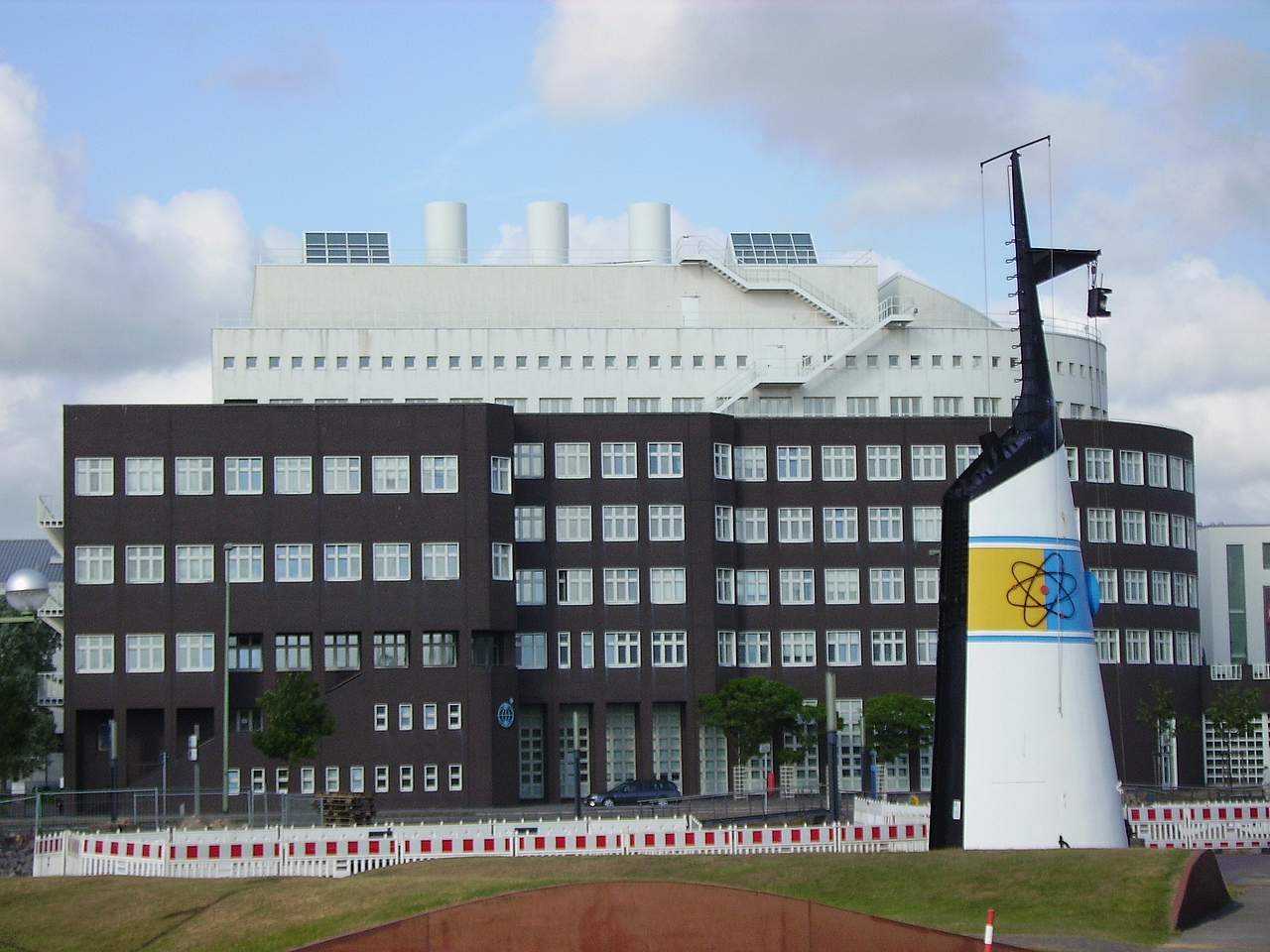
Uno degli edifici dell'AWI a Bremerhaven

L'Istituto Alfred Wegener per la ricerca marina e polare (in tedesco Alfred-Wegener-Institut für Polar- und Meeresforschung, abbreviato in AWI) è un istituto di ricerca tedesco con base a Bremerhaven, ed è membro dell'Associazione Helmholtz dei centri di ricerca tedeschi. Conduce ricerche principalmente nell'Oceano artico, in Antartide e nei mari profondi; altri ambiti sono la ricerca nel mare del Nord, il monitoraggio biologico marino e lo sviluppo tecnico marino. L'istituto fu fondato nel 1980 e prende il nome dal meteorologo, climatologo e geologo Alfred Wegener.

## Dipartimenti

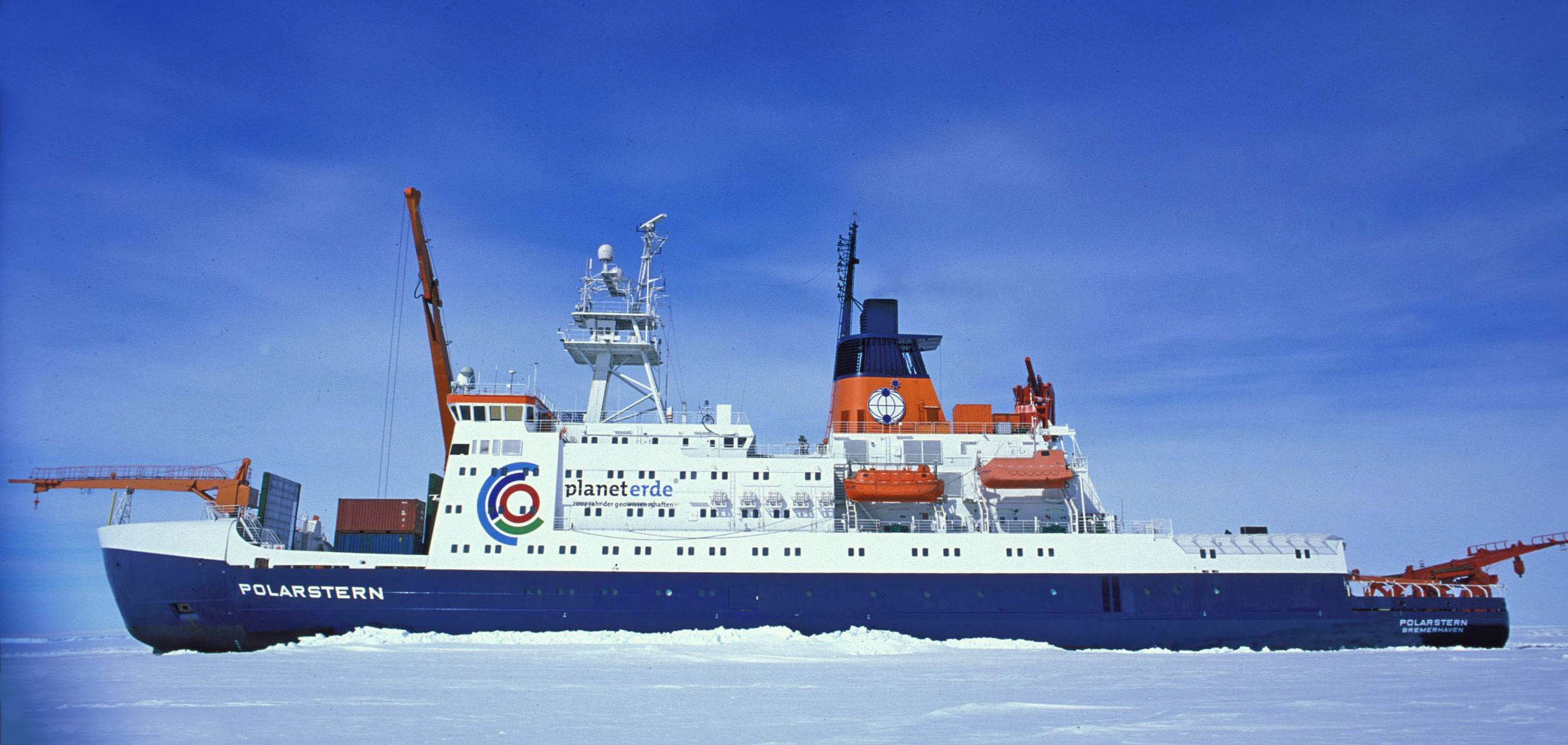
La nave oceanografica e rompighiaccio Polarstern utilizzata per le ricerche sui mari polari

- Dipartimento dei sistemi climatici
- Dipartimento degli ecosistemi pelagici
- Dipartimento degli ecosistemi bentonici
- Dipartimento dei geosistemi

## Direttori
- 1981-1992: Gotthilf Hempel
- 1992-1997: Max Tilzer
- 1997-2007: Jörn Thiede
- 2007- : Karin Lochte
- 2017- : Antje Boetius